# 仰合瓦

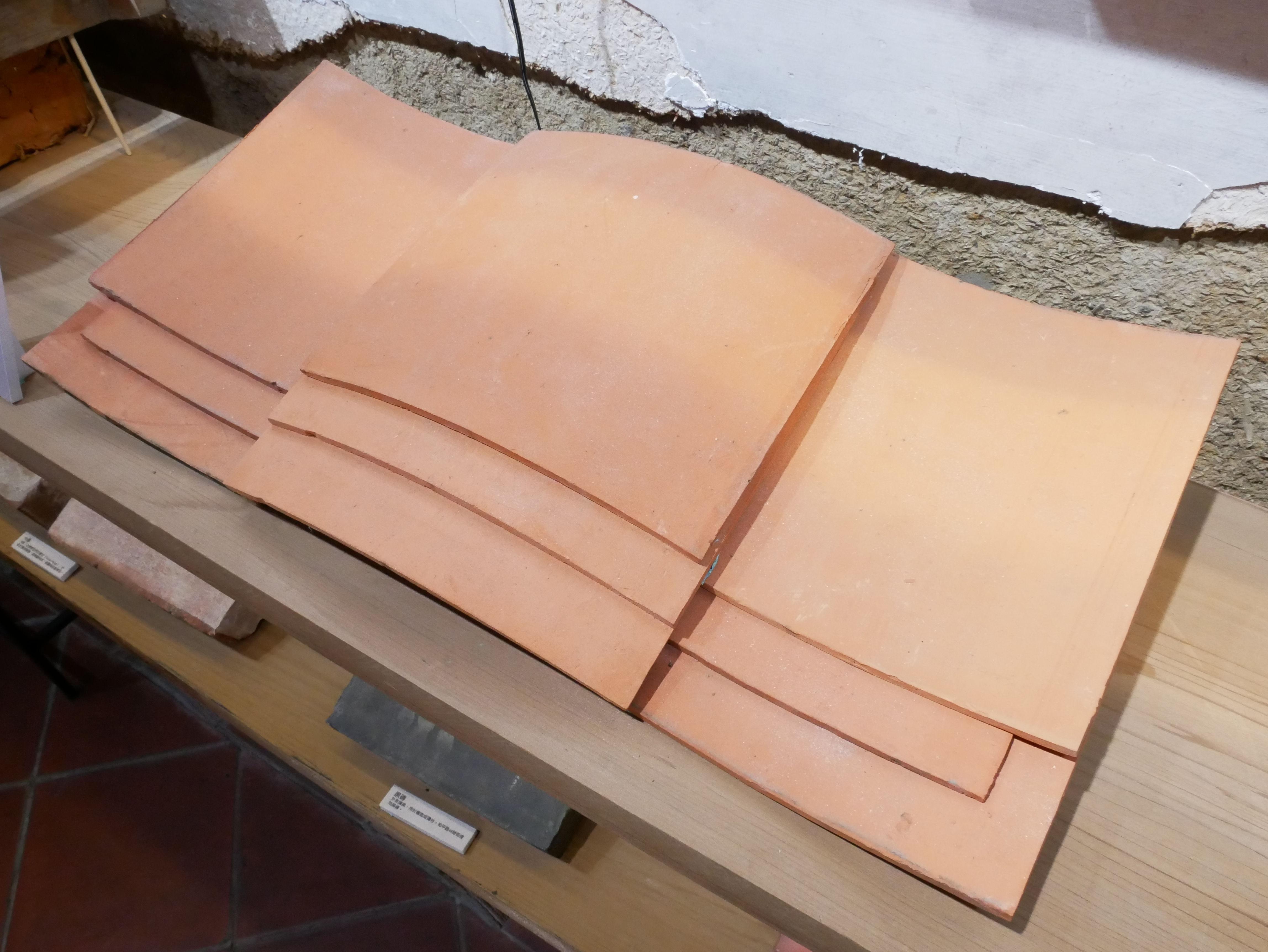
呂鷹揚故居內展示的仰合瓦（臺灣桃園市大溪區）

仰合瓦，又称哭笑瓦，指由板瓦仰俯互叠而成的屋顶形式， 是東亞传统建筑的屋顶样式，亦見於其他地區。
仰合瓦铺设时，先在椽木上将板瓦两端的瓦翅朝上放置，称为“仰瓦”，因其象微笑时的嘴角，因此又称“笑瓦”。仰瓦之上再用板瓦瓦翅朝下放置，构成“合瓦”，因其象哭脸的嘴角，又称为“哭瓦”。